# Cantó de Champigny-sur-Marne-1
El cantó de Champigny-sur-Marne-1 és un cantó francès del departament de la Val-de-Marne, al districte de Nogent-sur-Marne. Creat amb la reorganització cantonal del 2015.

## Municipis
- Champigny-sur-Marne (en part)